# Allan (Saskatchewan)
Allan è un comune del Canada, situato nella provincia del Saskatchewan, nella divisione No. 11.